# 马兴元
马兴元（1917年11月—2005年11月8日），山西昔陽縣人。中华人民共和国政治人物。
1937年5月参加牺牲救国同盟会，1939年1月加入中國共產黨。此后历任龍溪地委副書記、書記，福建省農林水辦公室主任，福建省委書記，福建省革委會副主任。文化大革命时期被迫害。1979年後任福建省省長，1987年11月當選為中共中央顧問委員會委員。